# Ippolito Fiorini
Pour les articles homonymes, voir Fiorini (homonymie).
Ippolito Fiorini (né vers 1549 et mort en 1621), est un compositeur italien, un luthiste et un maître de chapelle à la cour d'Alphonse II d'Este à Ferrare pendant toute son existence (1568-1597).
Comme maître de chapelle, son rôle a été en grande partie d'ordre administratif, mais en plus d'être impliqué dans la musique de la chapelle, il a également participé à l'activité du Concerto delle donne. Il jouait également de l'archiluth. Il a écrit de la musique pour le Balletto delle Donne sur des textes de Giovanni Battista Guarini, même si aucune de ces compositions ne subsistent. Il a probablement aussi écrit pour le Concerto delle Donne. Il était chargé de l'Accademia della Morte à Ferrare (1594-1597).

## Source de la traduction
- (en) Cet article est partiellement ou en totalité issu de l’article de Wikipédia en anglais intitulé « Ippolito Fiorini » (voir la liste des auteurs).